# 2 ربيع الأول
- السبت
- الأحد
- الاثنين
- الثلاثاء
- الأربعاء
- الخميس
- الجمعة

- 2731 أغسطس 2024
- 281 سبتمبر 2024
- 292 سبتمبر 2024
- 303 سبتمبر 2024
- 14 سبتمبر 2024
- 25 سبتمبر 2024
- 36 سبتمبر 2024
- 47 سبتمبر 2024
- 58 سبتمبر 2024
- 69 سبتمبر 2024
- 710 سبتمبر 2024
- 811 سبتمبر 2024
- 912 سبتمبر 2024
- 1013 سبتمبر 2024
- 1114 سبتمبر 2024
- 1215 سبتمبر 2024
- 1316 سبتمبر 2024
- 1417 سبتمبر 2024
- 1518 سبتمبر 2024
- 1619 سبتمبر 2024
- 1720 سبتمبر 2024
- 1821 سبتمبر 2024
- 1922 سبتمبر 2024
- 2023 سبتمبر 2024
- 2124 سبتمبر 2024
- 2225 سبتمبر 2024
- 2326 سبتمبر 2024
- 2427 سبتمبر 2024
- 2528 سبتمبر 2024
- 2629 سبتمبر 2024
- 2730 سبتمبر 2024
- 281 أكتوبر 2024
- 292 أكتوبر 2024
- 303 أكتوبر 2024
- 14 أكتوبر 2024

2 ربيع الأوَّل أو 2 ربيع الأنوار يوم 2 \ 3 (اليوم الثاني من الشهر الثالث) هو اليوم الحادي والستين من أيَّام السنة (أو الثاني والستين لو كان شهر صفر مُتممًا لليوم الثلاثين) وفق التقويم الهجري القمري (العربي). يبقى بعده 293 أو 294 يومًا لانتهاء السنة.

## أحداث
- 11 هـ - مبايعة أبي بكر الصديق خليفةً على المسلمين.
- 192 هـ - تأسيس مدينة فاس على يد إدريس الثاني لتكون أول عاصمة إسلامية في المغرب الأقصى.
- 897 هـ - سقوط مملكة غرناطة آخر معقل للمسلمين في الأندلس في أيدي النصارى القشتاليين.
- 1102 هـ - الجيش الألماني بقيادة ماركراف يستولي على غالبية الأراضي المجرية التابعة للدولة العثمانية، منهيا بذلك الحكم العثماني للمجر الذي استمر 165 عامًا.
- 1027 هـ - الجيش الإنكشاري يخلع السلطان العثماني مصطفى الأول، وعثمان الثاني يخلفه بالحكم.
- 1298 هـ - إلقاء القبض على أحمد عرابي ورفاقه بعد دخول الإنجليز للقاهرة.
- 1340 هـ - استيلاء السلطان عبد العزيز بن عبد الرحمن بن فيصل آل سعود على حائل وانتهاء إمارة جبل شمر التي حكمها آل رشيد.
- 1356 هـ - اندلاع مظاهرات عارمة في النجف ولواء الديوانية ضد الحكومة العراقية، فقامت الحكومة بقصف المدن والقرى بالطائرات فسقط أكثر من ثلاثمائة قتيل في أقل من أسبوعين.
- 1364 هـ - الرئيس الأمريكي فرانكلين روزفلت يستقبل ملك السعودية عبد العزيز آل سعود على متن المدمرة الأمريكية «كوينزي» في البحيرات المرة في مصر، وبهذا اللقاء قاما بتدشين العلاقات الدبلوماسية بين البلدين.
- 1367 هـ - تولي الإمام محمد مأمون الشناوي مشيخة الجامع الأزهر، وهو الإمام الثاني والثلاثون في سلسلة مشايخ الجامع الأزهر.
- 1374 هـ - قيام جمال عبد الناصر بحل جماعة الإخوان المسلمين، مستغلًا في ذلك حادثة المنشية بالإسكندرية، وهي المحاولة التي اتهمت فيها الجماعة.
- 1387 هـ -
  - الرئيس المصري جمال عبد الناصر يعلن للشعب تنحيه عن رئاسة الجمهورية وذلك بسبب الهزيمة في حرب الأيام الستة.
  - السلطات الإسرئيلية تهدم حي المغاربة بمدينة القدس.
- 1403 هـ - افتتاح «المركز الإسلامي» في طوكيو.
- 1407 هـ - بدء قضية إيران - كونترا بنبأ نشرته «صحيفة الشراع» اللبنانية حول تسليم الولايات المتحدة شحنة من الأسلحة إلى إيران للتوصل للإفراج عن الرهائن الأمريكيين المحتجزين في لبنان.
- 1408 هـ - انفجار في مكاتب شركة طيران بان أمريكان في الكويت، ولم يؤدي الحادث إلى وجود خسائر بشرية.
- 1425 هـ - انفجار في إدارة المرور في المملكة العربية السعودية يودي بحياة 4 أشخاص ويصيب 145 آخرين بجروح.
- 1428 هـ - تنفيذ حكم الإعدام بنائب الرئيس العراقي الأسبق طه ياسين رمضان بعد إدانته بجرائم الإبادة الجماعية.
- 1430 هـ - وزير الخارجية الكويتي الشيخ محمد صباح السالم الصباح يزور العراق في زيارة هي الأولى من نوعها منذ غزو العراق للكويت.
- 1431 هـ - عناصر من وكالة الاستخبارات الباكستانية ووكالة المخابرات المركزية يلقون القبض على عبد الغني برادر، أحد قادة تنظيم طالبان، في عملية بمدينة كراتشي.
- 1439 هـ - المحكمة الاتحادية العُليا العراقيَّة تُصدر قرارًا بإلغاء نتائج استفتاء انفصال إقليم كردستان، بعد اتفاقٍ مع حكومة الإقليم، وفق إحدى المصادر.

## مواليد
- 1306 هـ - أبو اليقظان، صحفي جزائري ومن رواد الحركة الإصلاحية وأعلام الإباضية بالجزائر.
- 1339 هـ - عبد الرحمن الخميسي، شاعر مصري.
- 1345 هـ - يوسف القرضاوي، عالم ومفكر إسلامي مصري.
- 1348 هـ - ليلى حمدي، ممثلة مصرية.
- 1366 هـ - ميجاواتي سوكارنوبوتري، رئيسة إندونيسيا.
- 1386 هـ - عماد ناصف، صحفي وكاتب مصري.
- 1393 هـ - سيف الدين سبيعي، ممثل سوري.
- 1397 هـ - أمل حجازي، مغنية لبنانية.
- 1400 هـ - مي عز الدين، ممثلة مصرية.
- 1402 هـ - خالد بولحروز، لاعب كرة قدم هولندي من أصل مغربي.

## وفيات
- 1260 هـ - محمد باقر شفتي، فقيه وروحاني شيعي إيراني.
- 1331 هـ – شاهين عطية، عالم أدبي ومدرّس لبناني.
- 1373 هـ - عبد العزيز بن عبد الرحمن آل سعود، مؤسس المملكة العربية السعودية وأول ملوكها.
- 1383 هـ - عز الدين ذو الفقار، مخرج مصري.
- 1394 هـ - محيي الدين الصفدي، شاعر وكاتب مسرحي فلسطيني.
- 1395 هـ - أرسطو أوناسيس، ملياردير يوناني من مواليد إزمير.
- 1418 هـ - سعدية الزيدي، ممثلة عراقية.
- 1428 هـ - طه ياسين رمضان، نائب الرئيس العراقي الأسبق صدام حسين
- 1432 هـ -
  - عمر أميرلاي، مخرج سينمائي سوري.
  - إبراهيم الخطيب، شاعر وطبيب فلسطيني أردني.

## وصلات خارجية
- موقع قصة الإسلام: حدث في شهر ربيع الأوَّل.